# Варваровский сельский совет (Карловский район)
Варваровский сельский совет (укр. Варварівська сільська рада) — входит в состав
Карловского района
Полтавской области
Украины.
Административный центр сельского совета находится в
с. Варваровка.

## История
- 1943 — дата образования.

## Населённые пункты совета
- с. Варваровка